# 丁家洲之战
丁家洲之战是1275年元朝南下军队和南宋守军的一次大规模会战。交战地在长江铜陵段的丁家洲（今安徽铜陵市区境内），故得名。鄂州之战后，元军主力顺江而下，沿江各州郡望风而降。南宋权相贾似道亲率13万精兵开赴前线，屯兵于铜陵丁家洲至芜湖鲁港一带。元朝南征总主帅伯颜在副手阿朮的建议下，无视忽必烈按兵不动的诏令，从池州发兵进击。兵力较少的元军依靠骑兵、水军和远距离武器的配合，发起突击。南宋部队缺乏斗志，一触即溃。此战之后，沿江的建康等州郡纷纷投降，元军取得了长江下游的掌控权，直接威胁南宋首都临安。南宋军队损失惨重，兵力上陷入劣势，担任宰相十六年的贾似道就此下台。

## 背景
蒙古和南宋在1234年联手灭掉金国后，旋即开始交战。1273年，元朝军队攻克襄阳，重创南宋防御体系，元世祖忽必烈下诏发动全面进攻，以左丞相伯颜为南征主帅。1275年初，荆襄战场的元军主力攻克鄂州，渡过长江天险。

## 决战
鄂州失陷，南宋朝野震动，舆论恳请太师、平章军国重事贾似道亲自带兵出战，寄希望于他能像十五年前解除鄂州之围那样击退元军。贾似道抽集精兵十三万开往前线，于池口抵达长江，此时池州已经投降，于是大军去往芜湖。孙虎臣担任先锋，统领七万精锐驻屯铜陵县城北面的丁家洲。老将夏貴率二千五百战船，封锁江面。贾似道自领后军，在芜湖鲁港殿后。
元军主力占领鄂州后顺江而下，黄州、蕲州、江州、安庆、池州等沿江州郡望风而降。贾似道派人来议和，愿意每年入贡岁币，遭到伯颜拒绝。元军停驻池州时，收到忽必烈暂时按兵不进的诏令，又逢贾似道再次派人求和，又逢大雨，江水上涨。伯颜向平章政事阿朮征求意见，阿朮坚定要求乘胜进击，并愿意承担失败责任。于是元军主力从池州出发，进抵丁家洲，与宋军对垒。
伯颜认为己方兵力较少，要靠计策取胜。于是下令制作大型筏子数只，载满薪柴，佯装要火攻，以吸引宋军的注意力。然后发动突击，沿岸骑兵和江中战船一鼓而下，两岸巨砲、床弩痛击宋军中坚舰船。孙虎臣、夏贵本来就缺乏斗志，与元军刚一接触就不战而走。贾似道惊慌失措，鸣金收兵，宋军溃败四散。元军一路追击，缴获大量物资、兵器、战船。贾似道逃往扬州，孙虎臣逃往泰州，夏贵逃往庐州。

## 战后
战后不到十五日，沿江的無為軍、太平州、和州、建康府等州郡接连投降。元军取得了长江下游的掌控权，截断了两淮宋军与首都临安的联系，也让临安直接暴露于威胁之下。南宋调集的精锐部队损失惨重，元军在兵力上已占据绝对优势。:268担任宰相十六年的贾似道就此下台，当年在谪放途中被杀死。